# Kubanıchbek Zhumaliev
Kubanıchbek Mirzabekovitch Zhumaliev (en cyrillique : Кубанычбек Мырзабекович Жумалиев) (26 avril 1956-) est un homme d'État kirghiz, premier ministre du Kirghizstan entre le 24 mars et le 23 décembre 1998.

## Biographie
Zhumaliev sort diplômé de l'Institut radiotechnique de Riazan en URSS en 1978 et rentre au RSS de Kirghizie où il obtient un poste à l'Institut polytechnique de Frounzé (l'ancien nom de la capitale Bichkek) jusqu'en 1992. Il commence alors une carrière politique en devenant premier vice-ministre de l'Éducation et de la Science de 1994 à 1995, puis premier vice-ministre des Affaires étrangères de 1995 à 1996. Sa carrière politique a le vent en poupe : il devient chef de cabinet du premier ministre Apas Djoumagoulov de 1996 à 1998. Il prend le poste de premier ministre le 24 mars 1998 mais son mandat n'est que de courte durée puis qu'il démissionne le 23 décembre de la même année. 
Joumaliev est nommé gouverneur de la province de Djalal-Abad entre 1998 et 2001 avant de revenir au gouvernement en tant qui ministre du transport et des communications et premier vice-premier ministre de Nikolaï Tanaiev de 2002 à la Révolution des Tulipes le 24 mars 2005.